# Řemeslo
Řemeslo je určitý druh manuální dovednosti, provozovaný za účelem obživy, resp. vytváření zisku.[zdroj?] Pro řemeslné práce je charakteristický vysoký podíl ruční práce, spojený s používáním specializovaných nástrojů a pomůcek. Řemeslné práce se staly základem pro průmyslovou výrobu. V přeneseném významu slova se v nejširším smyslu slova jedná ale i o intelektuální dovednosti a osobní schopnosti doplněné (nikoliv nutně, ale velice často manuální) příslušnou zručností, odbornou vzdělaností a zkušeností resp. praxí daného jedince (např. umělecké řemeslo nemůže vykonávat každý, vyžaduje i tvůrčí schopnosti, které nejsou každému dány, třeba vymyslet a předložit vlastní originální umělecký návrh apod.). S dalším rozvojem a pokrokem stále více stoupají nároky na intelektuální úroveň řemeslníků a přibývá řemesel, kde je středoškolské či vysokoškolské vzdělání samozřejmostí.

## Historie

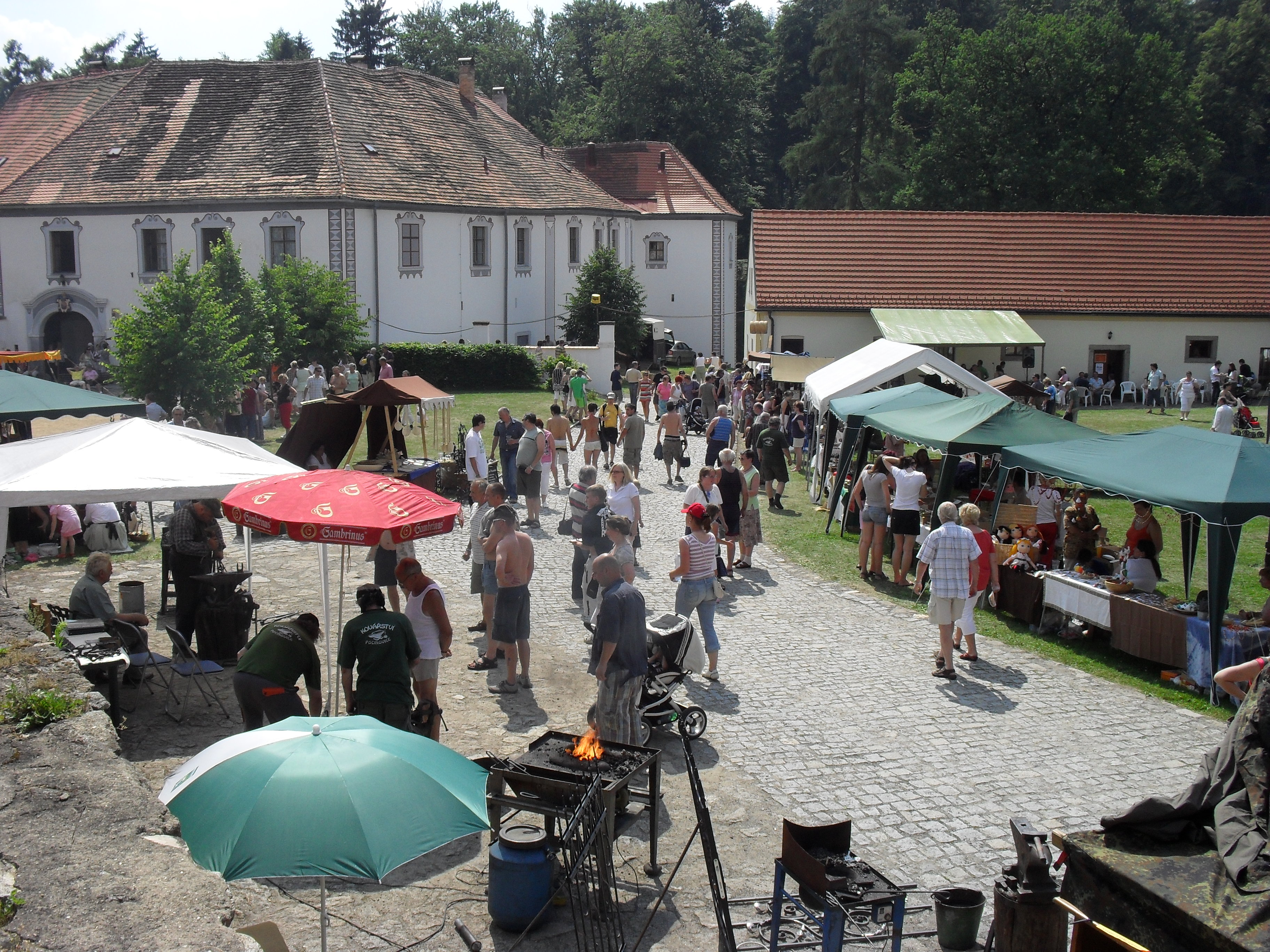
V Chanovicích je vždy na začátku školních prázdnin pořádán "Den řemesel", červenec 2010

Řemesla vznikla souběžně s postupující specializací lidských činností – některé práce, vyžadující vysokou odbornost a/nebo zručnost postupně začali vykonávat jedinci, touto odborností či zručností vynikající. Rozvoj (daného) řemesla byl nejprve zajišťován po dědické linii – předáváním zkušeností potomkům. Od raného středověku se v Evropě ustálil proces řemeslnické kvalifikace, v němž si mistři řemeslníci kromě členů svých rodin vybírali cizí učedníky, které za finanční odměnu vyškolili, a dále absolventy bez praxe, tzv. tovaryše, kteří zvyšovali produktivitu jejich práce. Zkušený mistr se věnoval činnostem, vyžadujícím nejvyšší kvalifikaci, zatímco učňové připravovali materiály a základní výrobní technologie. Tovaryši vykonávali rutinní a snazší práce, a tak získávali potřebné znalosti, zpravidla 3–4 roky praxe mimo místo, v němž se vyučili. S rozvojem měst začaly ve 12.–13. století vznikat první profesní organizace řemeslníků, sdružující představitele daného řemesla ve městě či regionu – řemeslné cechy. Ty na sebe převzaly část úřední agendy, dosud zatěžující členy svých sdružení – cenovou politiku, kontrolní funkci, organizačně technické a sociální zabezpečení. Cechy zavedly jednotné pracovní normy – cechovní pravidla (pořádky), závazné pro výkon práce (například mistrovské kusy, tovaryšské zkoušky) a do značné míry i garantovaly minimální kvalitativní úroveň výkonu řemesla v daném místě. nejstarší cechovní sdružení jsou známa ze severní Itálie (Florencie, Milano, Pisa) a z Francie (Paříž). V zemích české koruny cechy vznikaly od 1. poloviny 14. století, například v Praze (1319 řezníci, 1324 zlatníci, následovali nožíři, kováři, zbrojíři, krejčí, tkalci a soukeníci, ševci, vyšívači, malíři a štítaři, hrnčíři, pasíři a další).
S rozvojem průmyslové výroby a dalším rozvojem společnosti od počátku 19. století cechy byly spíše na překážku, snažily se zakazovat strojní výrobu a svobodné podnikání, proto byly postupně formou zákonů zrušeny, v Čechách roku 1852. Kolem poloviny 19. století evropská řemeslná výroba začala upadat, na její podporu koncem 19. století vzniklo například obrodné hnutí Arts and Crafts, dále ji začal organizovat stát. Cechy proměněné spíše v profesní spolky a často označované termínem grémium se dnes věnují jen samotnému řemeslu.

## Současnost
Současné platné zákonodárství České republiky rozlišuje následující řemeslné živnosti:

### Kovy a kovové výrobky
- Kovářství
- Podkovářství
- Zámečnictví
- Nástrojářství
- Kovoobráběčství
- Galvanizérství
- Smaltérství
- Slévárenství
- Modelářství

### Motorové a ostatní dopravní prostředky
- Opravy silničních vozidel
- Opravy karoserií
- Opravy ostatních dopravních prostředků
- Opravy pracovních strojů

### Zdravotnické výrobky a výrobky jemné mechaniky
- Hodinářství
- Skupina 105: Elektrické stroje a přístroje
- Výroba, instalace a opravy elektrických strojů a přístrojů
- Výroba, instalace a opravy elektronických zařízení
- Montáž, opravy a rekonstrukce chladicích zařízení a tepelných čerpadel

### Zpracování kameniva a zemin, keramika
- Broušení a leptání skla
- Zpracování kamene

### Chemická výroba
- Výroba kosmetických prostředků

### Potraviny a nápoje
- Řeznictví a uzenářství
- Mlynářství
- Pivovarnictví a sladovnictví
- Mlékárenství
- Pekařství, cukrářství
- Vinařství

### Textilie a oděvy
- Barvení a chemická úprava textilií
- Textilní výroba a krejčovství

### Kůže, kožené výrobky, pryžové výrobky a výrobky z plastických hmot
- Zpracování gumárenských směsí
- Zpracování kůží a kožešin
- Opravy usňové obuvi
- Kartáčnictví

### Dřevařská výroba, výroba nábytku, hudebních nástrojů a ostatních výrobků
- Truhlářství
- Zlatnictví a klenotnictví
- Opravy hudebních nástrojů
- Košíkářství

### Papírenská a polygrafická výroba
- Polygrafická výroba
- Knihařství
- grafika

### Stavebnictví
- Zednictví
- Tesařství
- Pokrývačství
- Klempířství
- Štukatérství
- Podlahářství
- Izolatérství
- Kominictví
- Vodoinstalatérství, topenářství
- Montáž suchých staveb
- Kamnářství
- Malířství, lakýrnictví a natěračství

### Ostatní
- Kadeřnictví - tvorba s vlasy
- Čištění textilu a oděvů
- Fotografické služby
- Aplikace, výroba a opravy ortopedické obuvi
- Letištní inženýrství